# Lélé (langue tchadique)
Pour les articles homonymes, voir Lélé.
Ne doit pas être confondu avec Lele (langue bantoue), Lele (langue malayo-polynésienne) ou Lélé (langue mandée).
Le lélé est une langue tchadique parlée au Tchad.